# Фонема
Фонема или фонем, јесте најмања језичка јединица. Комбиновањем фонема добијају се јединице које имају значење и које су вишег реда у језичком систему – речи и морфеме. Физичка репрезентација фонеме је глас, међутим, фонема је апстрактна јединица у нашем уму.
Гласови које производи људски говорни тракт нису јасно одвојени у природном говорном току. Изговор гласа [к] у речи ”кућа” разликује се од оног у речи ”киша” (што се може потврдити и напрегнутим слушањем и акустичком анализом). Ове сталне варијације у говорном сигналу ипак не ометају разумевање, јер се и глас [к] у ”кућа” и глас [к] у ”киша” посматрају као једна фонема /к/, јединица чијим се комбиновањем у језику стварају речи.
Сваки језик има сопствени инвентар и број фонема. У стандардном српском језику има 30 фонема, и оне су представљене словима српске азбуке и абецеде. Принцип ”један глас једно слово” којим се служи српски језик се може прецизније представити као ”једна фонема једно слово”. За разлику од српског, енглески језик не користи фонемски принцип у писању, те иако енглеска абецеда има 26 слова, стандардни британски енглески језик има 44 фонеме. Језици најчешће имају између 20 и 40 фонема; најмањи познат број фонема у језику је 11, а највећи 70.
Проучавањем фонема, фонолошких система и принципа на којима почивају бави се лингвистичка дисциплина фонологија.

## Фонема и алофон
Фонема се дефинише као јединица чијом се променом у речи мења значење речи. Метода утврђивања фонема је проналажење тзв. минималних парова, парова речи који се разликују само по једној фонеми. Рецимо, минимални пар дар-цар показује да су /д/ и /ц/ фонеме у српском језику.
Једној фонеми припада неколико гласовних реализација, акустички различитих, које називамо алофони. У примерима ”нана” и ”банка” можемо чути два алофона фонеме /н/: алвеоларно [н] и задњонепчано [н]. Заменом алофона не може да се промени значење речи. 
Оно што један језик види као две фонеме други језик може сматрати за алофоне. На пример, /ч/ и /ћ/ у стандардном српском јесу две фонеме, док би у енглеском језику били два алофона фонеме /цх/. Обрнуто, енглески језик разликује фонеме /тх/ и /д/, које говорници српског језика чују као исти глас, алофоне једне фонеме /д/. Дијалекти српског језика имају различит број фонема од стандардног српског. Као илустрацију навешћемо да призренско-тимочки дијалекат има фонему /ǝ/ (полуглас) и фонему /ƨ/ (џ), а источнохерцеговачки има фонему /јат/ која се јавља у два алофона, [ије] и [је].

## Фонолошки систем
Фонеме се у речи комбинују по строгим принципима. У српском језику није могуће пронаћи реч која почиње на бг- или лрк- на пример, што значи да постоје дозвољене и недозвољене комбинације фонема у језику. Правила комбиновања фонема називају се правила фонотактике. У српском језику се свака фонема може наћи и на почетку, и у средини, и на крају речи, што у другим језицима није случај. Фонолошки систем српског језика је детаљно описан и садржи још структуру слогова, дистрибуцију фонема, фреквенцију фонема итд.

## Особине фонема
Фонеме се могу анализирати и на начин да се утврде њихова дистинктивна обележја, акустичка својства која их супротстављају другим фонемама у истом језику. Утврђено је да је уз помоћ 12 дистинктивних обележја могуће описати све фонеме у свим језицима света. На пример, фонема /п/ се дефинише уз помоћ 3 обележја, а фонема /в/ уз помоћ 6 у српском фонолошком систему. Има 10 дистинктивних обележја фонема у српском језику и то су: консонантност, вокалност, дифузност, компактност, грависност, сниженост, звучност, континуалност, стридентност и назалност.

## Историјат појма
Први фонолошки опис неког језика дао је староиндијски граматичар Панини у 4. веку пре нове ере, који је написао граматику санскрита. У европској антици постојало је интересовање за говорне гласове (термин фонема из античке грчке речи φώνημα phōnēma, „начињен звук, изговор, изговорена ствар, говор, језик”), али тада су они проучавани да би се побољшале неке практичне вештине као што је певање или у настојању да се боље разумеју говорни поремећаји. Када се оформила лингвистика као наука у 19. веку, испрва је кренуо опис гласова (дисциплина данас позната као фонетика), а тек касније се прелази на проучавање функције гласова у језичком систему (фонологија). Експериментална фонетика се у 19. веку развијала брзим темпом, што је омогућило прецизно проучавање артикулације гласова у говорном тракту различитим методама (палатографија, мерење експирације итд). Након артикулационе фонетике развила се и акустичка фонетика и овај опис гласова поставио је темеље за даља истраживања понашања гласова у језичком систему.
Питање фонеме први је покренуо Бодуен де Куртене 1870. године у свом приступном предавању на Петроградском универзитету. Он је желео да заснује нову „етимолошку фонетику”, лингвистичку дисциплину која би се делом бавила доменом данашње фонологије. Бодуен касније под утицајем тадашње науке фонему дефинише као „психички еквивалент гласа”. Даниел Џонс је постао први лингвиста у западном свету који је користио термин фонема у његовом садашњем смислу, примењујући реч у свом чланку „Фонетичка структура Сечуанског језика”.
За дефинисање фонеме значајна су два фонетичара, Енглез Хенри Свит и његов ученик Данац Ото Јесперсен, јер су разликовали међу гласовним појавама оне које имају неку значењску вредност и оне које је немају. Роман Јакобсон истиче значај проучавања функције гласова наводећи низ примера када у различитим језицима различити гласови имају дистинктивну вредност: „Ако упоредимо нека два дата језика, примећујемо да, посматрано са акустичког и артикулационог становишта, њихови гласови могу бити истоветни, али да су различито груписани у фонеме”. Они су предложили да се фонеме могу даље разложити у карактеристике, које су истински минимални конституенти језика. Карактеристике се међусобно преклапају у времену, као што је случај са супрасегментним фонемама у усменом језику и многим фонемама у знаковним језицима. Карактеристике се могу окарактерисати на различите начине: Јакобсон и његове колеге их дефинишу у акустичком смислу, Чомски и Хале предоминантно користе артикулацијску основу, путем задржавања дела акустичких својстава, док је Ладефогедов систем чисто артикулаторни систем, изузев употребе акустичког термина 'сибилант'.
Почетком 20. века појам фонеме продире у светску науку. Фердинанд де Сосир сматра да у речи није важан сам глас, него су важне гласовне разлике које омогућавају да се та реч разликује од свих осталих речи, јер су те разлике носиоци значења. Чувена је Сосирова формулација: „Фонеме су пре свега опозитивни, релативни и негативни ентитети”. Сосир први употребљава термин фонолошки систем. 
Фонологијом као дисциплином први су почели да се баве Едвард Сапир и Леонард Блумфилд у Америци у свом теренском раду у бележењу и опису језика Индијанаца. Лингвисти Прашке лингвистичке школе у Европи поставили су теорије и принципе фонологије. Крајем 1930-их година Николај Трубецкој је први покушао да изврши фонолошко разврставање самогласника и први је дао типологију самогласничких система целог света. Године 1939. Николас ван Вејк објављује први свеобухватни приручник из фонологије. Поједини структуралисти (мада не Сапир) одбацују идеју когнитивне или психолингвистичке функције фонеме. То је касније кориштено и редефинисано у генеративној лингвистици, превасходно у раду Ноама Чомског и Мориса Халеа, и остаје централно за многа разматрања развоја савремене фонологије. Као теоретски концепт или модел, додуше, он је допуњен је и чак замењен другима.
У описима неких језика, термин хронема је кориштен за означавање контрастивне дужине или „трајања” фонема. У језицима у којима су тонови фонемски, тонски фонеми се могу називати тонемама. Мада сви научници који раде на таквим језицима не користе ове изразе, они се не могу сматрати застарелим.
По аналогији са фонемом, лингвисти су предложили друге типове основних објеката, дајући им имена са суфиксом -ема, као што су морфема и графема. Они се понекад називају емајским јединицама. Каснији термин је први користио Кенет Пајк, који је исто тако генерисао опис тог концепата (полазећи од суфикса речи фонемски и фонетички) са применама изван лингвистике.
Данас је фонологија саставни део образовања лингвиста на свим универзитетима у свету.

## Нејединственост фонемичних решења
Током развоја теорије фонема средином 20. века фонолози се нису само бавили процедурама и принципима који су укључени у стварање фонемске анализе звукова датог језика, већ и стварношћу или јединственошћу фонемског решења. Неки писци су заузели став који је изразио Кенет Пајк: „Постоји само једна исправна фонемска анализа за дати скуп података”, док други сматрају да се различите анализе једнаке валидности могу направити полазећи од истих података. Џао Јуенжен (1934), у свом чланку „Нејединствена фонемска решења фонетичких система” наводи „с обзиром на звуке језика, обично постоји више од једног могућег начина њиховог редуковања на сетове фонема, а ти различити системи или решења нису једноставно тачни или нетачни, већ се могу сматрати само добрим или лошим за разне намене”. Лингвиста Ф. В. Хаусхолдер коментарисао је овој аргумент у оквиру лингвистике као „Божја истина наспрам хокус-покуса”. Различите анализе енглеског самогласничког система се могу користити као илустрација. При разматрању енглеске фонологије неопходно је уочити да енглески има посебно велики број самогласничких фонема и да постоји 20 самогласничких фонема у прихваћеном изговору, 14-16 у општем америчком и 20-21 у аустралијском енглеском. Стога се може сумирати да енглески језик користи прилично велики сет од 13 до 21 самогласничких фонема. Иако се ови бројеви често наводе као научне чињенице, они заправо одражавају само једну из мноштва могућих анализа, и једно касније гледиште о енглеској фонологији разматра један алтернативни приступ у коме се неки од дифтонга и дугачких самогласника могу интерпретирати као да се састоје од кратког самогласника повезаног са било /j/ или /w/. Транскрипциони систем за британски енглески (RP) који је развио фонетичар Џеф Линдси и који је кориштен у CUBE речнику изговора такође третира дифтонге као да се састоје од самогласника плус /j/ или /w/. Најпотпуније излагање овог приступа се налази код Трагера и Смита (1951), где су сви дуги самогласници и дифтонзи („комплексна језгра”) сачињени од кратких самогласника комбинованих са било /j/, /w/ или /h/ (плус /r/ за ротичке акценте), тако да се сваки састоји од две фонеме: они пишу „Закључак је неизбежан да комплексна језгра садрже сваки од два фонема, један од кратких самогласника чему следи један од три клизећа гласа”. Транскрипција за самогласник нормално транскрибован као /aɪ/ би уместо тога би била /aj/, /aʊ/ би било /aw/ и /ɑː/ би било /ah/. Последица овог приступа је да би енглески теоретски могао да има само седам самогласничких фонема, који би се можда могли представити са /i/, /e/, /a/, /o/, /u/, /ʌ/ и /ə/, или чак шест ако би се schwa третирало као алофон од /ʌ/ или од других кратких самогласника, што је приказ који би учинио енглески знатно ближим просечном броју самогласничких фонема у другим језицима.
Током истог периода постојало је неслагање у погледу коректне базе за фонемску анализу. Структуралистичка позиција је била да анализа треба да буде учињена чисто на бази званичних елемената и њихове дистрибуције, без упућивања на стране факторе као што су граматика, морфологија или интуиција изворног говорника; ова позиција је снажно повезана Леонардом Блумфилдом. Зелинг Харис је тврдио да је могуће открити фонеме језика искључиво испитивањем дистрибуције фонетских сегмената. Позивајући се на менталистичке дефиниције фонема, Твадел (1935) је изјавио: „Оваква дефиниција је инвалидна јер (1) ми немамо право да нагађамо лингвистичка размишљања недоступног 'ума' и (2) ми не можемо да осигурамо било какву предност користећи такве претпоставке. Лингвистички процеси 'ума' као таквог сасвим једноставно нису уочљиви; и интроспекција о лингвистичком процесу је ноторно попут ватре у шпорету на дрва”. Овај приступ је био супротстављен становишту Едварда Сапира, који је придавао важну улогу интуицији изворних говорника у погледу тога где поједини звук или група звукова припада унутар патерна. Користећи енглеско [ŋ] као пример, Сапир је тврдио да, упркос тога што овај звук наизглед припада групи назалних сугласника, „ни један изворни говорник енглеског неће у својим костима осећати да тај збук припада серији заједно са /m/ и /n/. ... То се и даље осећа као ŋg”. Теорија генеративне фонологије која се појавила током 1960-их експлицитно одбацује структуралистички приступ фонологији и фаворизује ментално или когнитивно гледиште Сапира.

## Знаковни језици
У знаковним језицима, основни елементи знака су раније називани херемама или хеиремама али се они сад генерално називају фонемама, као и у говорним језицима.
Фонеме знаковног језика су снопови артикулационих својстава. Стоуки је био приви научник који је описао фонемски систем . Он је идентификовао групе табова (елемената локације, од латинске речи tabula), дезова (облика руке, од designator), и сигова (кретања, од signation). Неки истраживачи исто тако распознају орије (оријентације), изразе лица и/или изушћивања. Као и код говорних језика, кад се карактеристике комбинују, оне стварају фонеме.
Стоукијева терминологија и нотациони систем се више не користе у истраживањима за описивање фонема знаковних језика. Истраживања Вилијама Стоукија се још увек сматрају семиналним, мада је утврђено да она не карактеришу у довољној мери амерички знаковни језик или друге знаковне језике. На пример, немануелне карактеристике нису уврштене у Стоукијеву класификацију. Софистикованије моделе фонологије знаковног језика су накнадно предложили Брентари, Сандлер, и ван дер Куиј.